# Новрузов, Самур Гасан оглы
Саму́р Гаса́н оглы́ Новру́зов (25 мая 1938, Гянджа — 24 сентября 2001, Баку) — азербайджанский политический и общественный деятель; ректор Азербайджанского института физической культуры (1980—1987); депутат Верховного Совета и Национального собрания Азербайджана (1991—2001).

## Биография
Самур Гасан оглы Новрузов родился 25 мая 1938 года в городе Гянджа. В 1956 году окончил среднюю школу в городе Баку, а в 1962 году — Азербайджанский государственный университет. В студенческие годы работал внештатным корреспондентом газеты «Азербайджан Гянджляри» и Азербайджанского Гостелерадиокомитета. 
Был членом национальной баскетбольной команды Азербайджана. 11-кратный чемпион Азербайджана и Закавказья, неоднократный призёр всесоюзных соревнований. Удостоился звания «Мастер спорта СССР». 1960—1971 годах работал тренером баскетбольной команды Азербайджанского государственного университета, вторым тренером сборной молодёжной баскетбольной команды Азербайджана. Одновременно, в 1964—1971 годах, занимал должности редактора, главного редактора и заведующего отделом в Государственном комитете по радиовещанию и телевидению Азербайджана.
С 1971 года по 1974 год учился на очном отделении аспирантуры Академии общественных наук при ЦК КПСС. В 1974 году защитил диссертацию, получил степень кандидата исторических наук.
С 1974 года — инструктор отдела пропаганды и агитации ЦК КП Азербайджана.
С 1980 по 1987 годы — ректор Азербайджанского института физической культуры. Одновременно заведовал кафедрой истории и политэкономии того же института (1985—1987), был членом коллегии Азербайджанского Государственного комитета по делам физической культуры и спорта (1980—1987).
С 1987 года — первый заместитель заведующего отделом пропаганды и агитации ЦК КП Азербайджана, с 30 декабря 1989 года — заместитель министра образования Азербайджана. Одновременно, с 1 января 1990, добровольно работал в Республиканском оргкомитете по НКАО в городе Степанакерт.
C июня 1990 года — заместитель заведующего отделом организационно-партийной и кадровой работы ЦК КП Азербайджана; с декабря 1991 по май 1992 года — заведующий отделом по работе с территориальными органами власти и управления аппарата Президента Азербайджанской Республики.
С августа 1992 года — старший научный сотрудник Академии наук Азербайджана. Имел степень доктора политических наук, был действительным членом Российской академии социальных наук, Объединения журналистов Азербайджана.
В 1991 году был избран депутатом Верховного Совета Азербайджанской Республики. В 1993[уточнить], 1995 и повторно в 2000 годах был избран депутатом Милли Меджлиса Азербайджанской Республики. Был в числе основателей партии «Новый Азербайджан», а также являлся членом Правления и Политического бюро партии. Одновременно в 1994—2001 годы занимал должность председателя Совета по иностранному туризму Азербайджанской Республики.

### Семья
Трое детей.

## Награды
- Почётная грамота Президиума Верховного Совета Азербайджанской ССР (1988)
- Заслуженный тренер Азербайджанской Республики (1994)